# Michał Boym
Michał Boym (polonès: Michał Piotr Boym)  (Lviv, 1612 - Guangxi, 22 de juny de 1659), fou un jesuïta polonès, científic i explorador, missioner a la Xina durant els darrers anys de la dinastia Ming i els inicis de la dinastia Qing.

## Biografia

### Primers anys
Va néixer el 1612 a Lwów (Lviv actualment a Ucraïna) en una família noble d'origen hongarès, fill de Paul Boym que va ser el primer metge de la Cort del rei Segimon III Vasa de Polònia i Segimon I de Suècia.
El jove Boym va anar a la universitat, primer a Kalisz, després a Sandomierz i finalment, a la Universitat Jagellònica de Cracòvia, però no va estudiar medicina com el seu pare, sinó filosofia i teologia. Va entrar al noviciat de la Companyia de Jesús de Cracòvia el 16 d'agost de 1631.
Va ser ordenat sacerdot el 1641, i després del seu tercer període de prova a Jarosław i de la benedicció a Roma pel Papa Urbà VIII, va viatjar a Lisboa.

### Viatge a la Xina
Va sortir des de Lisboa cap en direcció a Macau, el 30 de març de 1643, abans d'arribar-hi va estar un temps a l'Àfrica Occidental, primer a Madeira i Cap Verd i més tard a la zona Moçambic. En la seva estada a l'Àfrica va escriure una obra titulada "Cafraria" on feia descripcions geogràfiques, etnogràfiques i econòmiques, amb dades botàniques i zoològiques, així com informació relacionada amb la medicina i la farmàcia.
Posteriorment va seguir cap a Goa a l'Índia i va arribar a Macau a finals de 1644, i a Tonkin el 1645.
El gener de 1647, va ser enviat a com a missioner a Tingan, a l'illa de Hainan, al sud-est de la Xina on va romandre fins a l'1 de novembre d'aquest any, on a part de la tasca evangelitzadora va iniciar diversos treballs científics com el seu atlas "Magni Cathay". A finals de l'any 1647 per motiu de les lluites civils va abandonar Hainan i va tornar a Tonkin i després va seguir fins a l'actual Xia'n.
A la Xina va utilitzar el nom de 卜 彌 格; pinyin: Bǔ Mígé.

### Missió diplomàtica a Itàlia
Seguin les instruccions i criteris del jesuïta italià Giulio Aleni, Boym es va mantenir fidel a la Dinastia Ming que al sud del país encara lluitava per mantenir-se davant de la invasió dels manxús, en una situació conflictiva tant en l'àmbit polític com militar, amb una disputa entre dues faccions Ming i l'entrada de la Dinastia Qing creada pels manxús.
En un moments on el règim de l'emperador Yongli estava amenaçat per la invasió de Manchus, el jesuïta Andreas Wolfgang Koffler, que havia estat a la cort de Yongli des de 1645, havia aconseguit convertir a molts dels membres de la família imperial al cristianisme creient que això atrauria ajuda de monarques occidentals al governants Ming del Sud. Davant d'aquesta situació una part dels jesuïtes van decidir enviar a Boym a Roma per entrevistar-se amb el Papa Innocenci X, amb el general de la Companyia, el Duc de Venècia i també amb el Rei de Portugal.
A principis de 1651 Boym va iniciar el viatge cap a Europa via Macau i Goa. A Goa va saber que els jesuïtes ja havien optat pel nou règim manxú, amb la presència del jesuïta alemany Johann Adam Schall von Bell, i els portuguesos van negar-se a ajudar a Boym i va ser detingut i posat en arrest domiciliari. En aquells moments la missió de Boym era considerada com una possible amenaça per a les futures relacions amb els manxús. Aquesta opinió també va tenir el suport del nou general dels jesuïtes, l'alemany Goswin Nickel, que creia que la Companyia no hauria d'interferir en les lluites internes de poder de la Xina. En definitiva les demandes de Boym no van ser acceptades i el març de 1656 va començar el seu viatge de tornada a la Xina.
Va morir el 22 d'agost de 1659 en la frontera entre la província de Guangxi i Tonkin (actualment part del nord del Vietnam).

## Obres destacades

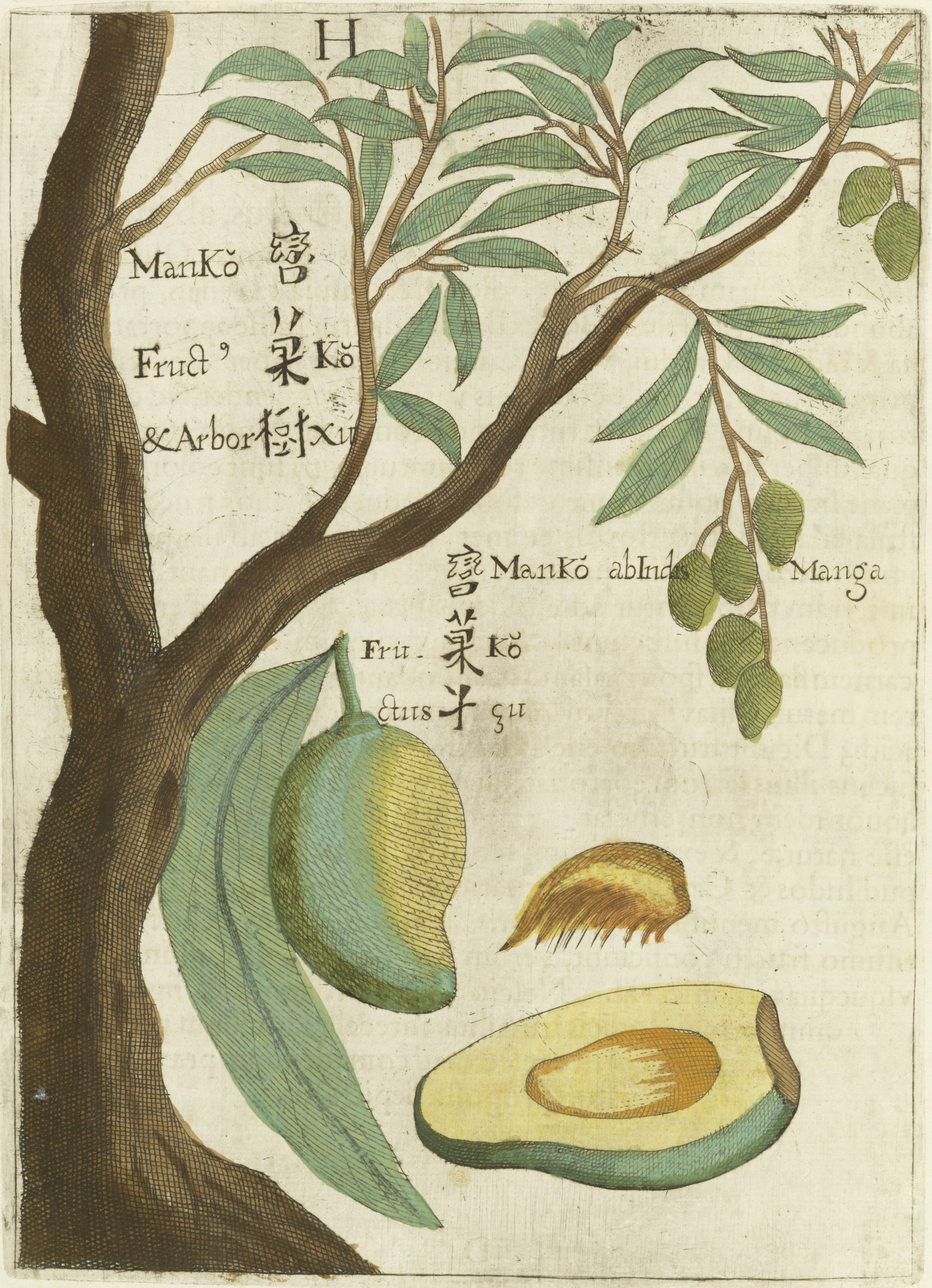
Mango: Il·lustració feta per Michal Boym a "Flora Sinensis" (1656)

- “Flora Sinensis” (Viena 1656) un tractat de 65 pàgines amb la descripció i il·lustracions d'una vintena de plantes curioses de la Xina, i d'alguns animals.[6]
- El 1625 va escriure "Flora Chinoise" i també va col·laborar en l'obra “China illustrata” d'Athanasius Kircher amb qui va col·laborar durant la seva estada a Roma i en la de Giovanni Battista Riccioli, “Geographia illustrata”.[6]
- Breve Relazione della China e della memorabile Conversione di Personi Regali (Roma, 1652)

També va publicar diferents textos de medicina xinesa traduïts al llatí, especialment els dedicats a descriure els coneixements xinesos sobre el pols, com “Wang Shuhe maijue” i “Maijing".